# 인포콘
국방사이버방호태세
(영어: Information Operations Condition, CPCON)은 대한민국 국군의 정보작전 방호태세이다. 2001년부터 사이버 테러에 대응하기 위해 시행하였으며, 5단계로 구분되어 단계적으로 조치된다.
cp콘으로 변경되었다.
- 정상(통상적 활동)
- 알파(증가된 위험)
- 브라보(특정한 공격위험)
- 찰리(제한적 공격)
- 델타(전면적인 공격)

등 5단계로 구분돼 단계적으로 조치된다.

## 같이 보기
- 전투준비태세(DEFCON)
- 워치콘(WATCHCON)
- 진돗개 경보
- 충무 경보
- 러트콘(Alert Condition, en:LERTCON)
- 레드콘(Readiness Condition, en:REDCON)